# Astomaspis annulator
Astomaspis annulator là một loài tò vò trong họ Ichneumonidae.